# The All Seeing Eye
The All Seeing Eye från 1965 är ett musikalbum av den amerikanske saxofonisten Wayne Shorter.

## Låtlista
Alla låtar är skrivna av Wayne Shorter om inget annat anges.
1. The All Seeing Eye – 10:33
2. Genesis – 11:45
3. Chaos – 6:55
4. Face of the Deep – 5:30
5. Mephistopheles (Alan Shorter) – 9:40

## Medverkande
- Wayne Shorter – tenorsaxofon
- Freddie Hubbard – trumpet, flygelhorn
- Alan Shorter – flygelhorn (spår 5)
- Grachan Moncur III – trombon
- James Spaulding – altsax
- Herbie Hancock – piano
- Ron Carter – bas
- Joe Chambers – trummor